# Arcidiocesi di Leopoli

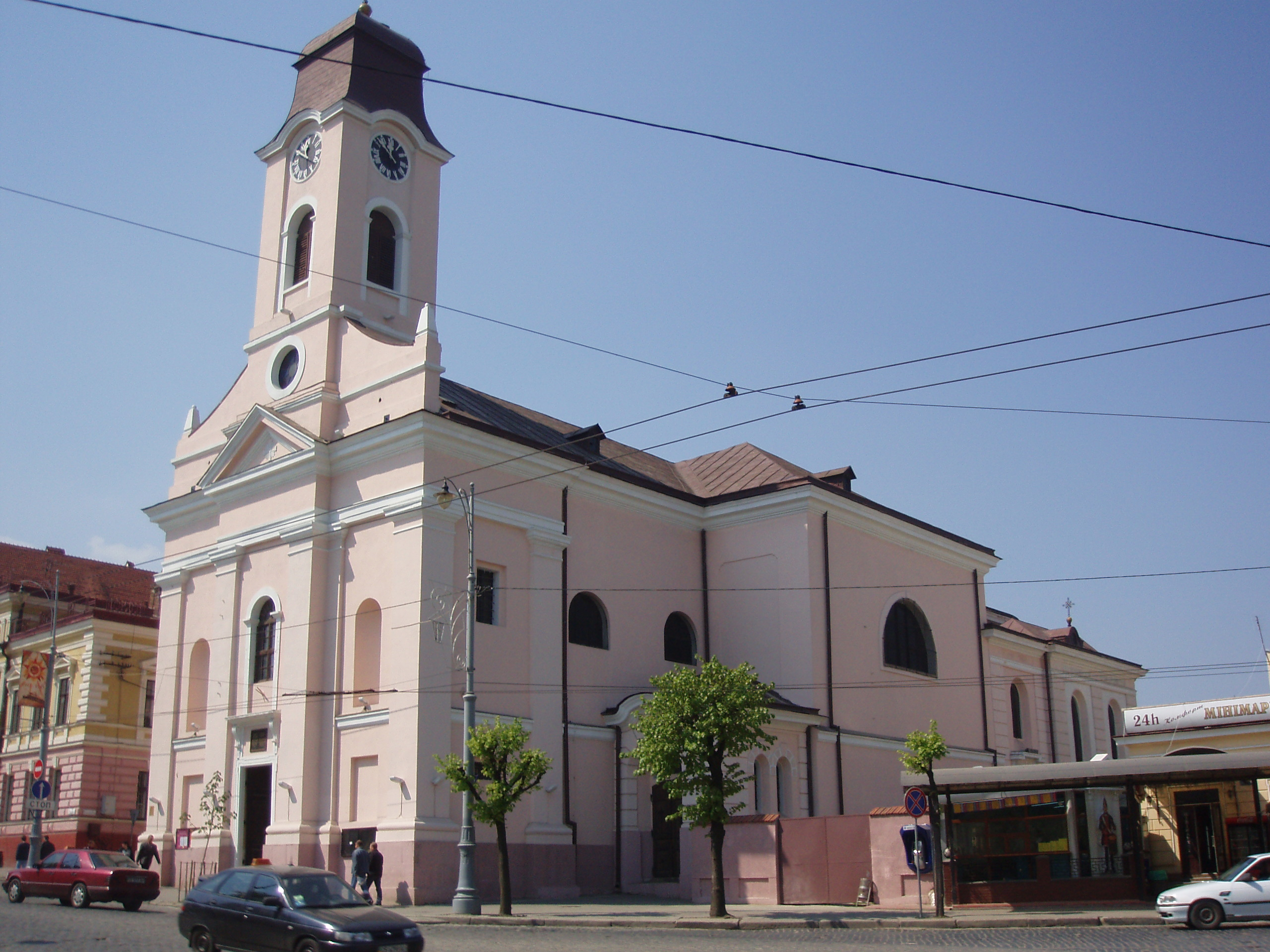
La basilica minore dell'Esaltazione della Santa Croce a Černivci.

L'arcidiocesi di Leopoli (in latino Archidioecesis Leopolitana Latinorum) è una sede metropolitana della Chiesa cattolica in Ucraina. Nel 2023 contava 142.700 battezzati su 6.157.500 abitanti. È retta dall'arcivescovo Mieczysław Mokrzycki.
L'arcivescovo di Leopoli reca il titolo di primate di Ucraina, e fu primate di Galizia e Lodomeria dal 1817 al 1858.

## Territorio
L'arcidiocesi comprende le oblast' di Černivci, Ivano-Frankivs'k, Leopoli e Ternopil'.
Sede arcivescovile è la città di Leopoli, dove si trova la cattedrale dell'Assunzione. A Černivci sorge la basilica minore dell'Esaltazione della Santa Croce.
Il territorio è suddiviso in 111 parrocchie.

### Provincia ecclesiastica
La provincia ecclesiastica di Leopoli comprende come suffraganee tutte le diocesi di rito latino dell'Ucraina, e precisamente:
- diocesi di Kam"janec'-Podil's'kyj,
- diocesi di Charkiv-Zaporižžja,
- diocesi di Kiev-Žytomyr,
- diocesi di Luc'k,
- diocesi di Mukačevo,
- diocesi di Odessa-Sinferopoli.

## Storia
Le origini della diocesi di Leopoli sono poco chiare e confuse, per la scarsità delle fonti storiche a disposizione e per l'apparente contraddittorietà di quelle esistenti.
Dopo che Casimiro il Grande si impadronì della Rutenia Rossa o Rutenia galiziana (1340), si crearono le condizioni favorevoli affinché la Chiesa cattolica potesse operare in questa zona. Il re cercò di rafforzare l'influenza del cattolicesimo nelle aree da lui occupate con la creazione di nuove sedi vescovili. Il 2 gennaio 1363 Casimiro presentò a papa Urbano V un progetto per l'erezione di una diocesi a Leopoli, suffraganea dell'arcidiocesi di Gniezno. Nella lettera apostolica Exhibita nobis pro parte del 6 aprile successivo il papa dette mandato al metropolita di Gniezno di indagare sulle effettive possibilità di erigere una diocesi in questa città. Sconosciuto è l'esito di questa inchiesta. Di certo una sede episcopale a Leopoli non esisteva nel 1375, quando, con la bolla Debitum pastoralis officii, papa Gregorio IX eresse canonicamente le diocesi della provincia ecclesiastica di Halyč, tra cui non vi era la sede di Leopoli. L'assenza di una sede episcopale a Leopoli è documentata anche nella lettera Piis supplicum votis di papa Bonifacio IX del 13 maggio 1389, nella quale il pontefice include la città di Leopoli nella metropolia di Halyč.
Queste evidenze sembrano contraddette da altri documenti pontifici, che invece attestano l'esistenza di almeno 4 vescovi di Leopoli prima del 1412: Tommaso di Illeye, nominato l'11 gennaio 1359; Giorgio, figlio di Eberardo, nominato il 16 marzo 1390 per la morte di Corrado, suo predecessore; e Herman Wytkind nominato il 7 gennaio (o 3 febbraio) 1401. Gli autori spiegano quest'apparente contraddizione sostenendo la tesi che questi vescovi non erano vescovi residenziali, ma vescovi titolari, nominati ad titulos vagos.
Il dato certo è che l'arcidiocesi di Leopoli fu eretta il 28 agosto 1412 con la bolla In eminenti specula dell'antipapa Giovanni XXIII, in seguito alla traslazione a Leopoli della sede arcivescovile di Halyč. La primitiva provincia ecclesiastica di Leopoli comprendeva le seguenti suffraganee: Przemyśl, Chełm, Kamenec, Lodomeria, Siret e Kiev.
La costruzione della chiesa cattedrale di Leopoli fu iniziata subito dopo la richiesta del re Casimiro a papa Urbano V, tra il 1363 e il 1368. Nel 1405 fu ultimato il presbiterio, consacrato da Maciej Janina, vescovo di vescovo di Przemyśl. L'edificio fu terminato nel 1479 e consacrato due anni dopo.
Nel corso del Seicento l'arcidiocesi comprendeva 7 decanati e poco più di un centinaio di parrocchie. Nel 1669 la sola città di Leopoli aveva 14 parrocchie, 9 monasteri maschili e 6 femminili, per un totale di circa 4.000 fedeli.
Nel 1703 fu istituito il seminario arcivescovile, che nel 1783, per volere del governo austriaco, accolse i seminaristi di tutte le diocesi della Galizia.
In seguito alle spartizioni della Polonia, nel 1795 l'arcidiocesi si trovò completamente all'interno dei territori della monarchia asburgica e assorbì le parrocchie di altre diocesi che si trovavano nelle stesse condizioni geo-politiche, in particolare 10 parrocchie della diocesi di Luc'k e 18 della diocesi di Bacău. Inoltre furono rivisti e modificati i confini tra Leopoli e la diocesi di Przemyśl, con scambio di parrocchie e decanati.
Nel 1814 l'arcidiocesi comprendeva 182 parrocchie, diventate 191 nel 1834, suddivise in 15 decanati; nel 1846 il territorio era suddiviso in 25 decanati con un totale di 221 parrocchie, con 26 monasteri, di cui 9 femminili, e 595 sacerdoti.
All'inizio del Novecento l'arcidiocesi era tra le più grandi dell'Impero austro-ungarico: comprendeva per intero i voivodati di Ternopil' e di Stanisławów e gran parte di quello di Leopoli, oltre al territorio della Bucovina, ed era suddiviso in 30 decanati e 403 parrocchie, per oltre un milione di abitanti. Il progetto di erigere una diocesi separata a Ternopil' non andò in porto per l'opposizione dell'arcivescovo Józef Bilczewski.
Dopo la prima guerra mondiale e la rinascita della nazione polacca, furono intraprese lunghe trattative e discussioni per la divisione dell'arcidiocesi, che non portarono a nessun risultato concreto. Il 28 ottobre 1925 con la bolla Vixdum Poloniae unitas di papa Pio XI furono riorganizzate le circoscrizioni ecclesiastiche polacche di rito latino: l'arcidiocesi di Leopoli mantenne integro il proprio territorio precedente, eccetto piccole modifiche insignificanti, ed ebbe come suffraganee le diocesi di Przemyśl e di Luc'k.
Il 5 giugno 1930 l'arcidiocesi cedette il territorio della Bucovina rumena alla diocesi di Iași.
Dalla fine degli Anni Sessanta del XX secolo, la Santa Sede provvide alla nomina di amministratori apostolici per la sede di Leopoli, con residenza a Lubaczów, il cui distretto faceva parte del territorio dell'arcidiocesi di Leopoli, ma, dopo la seconda guerra mondiale, si trovava entro i confini della Polonia.
Con la fine del periodo sovietico e la nascita della repubblica indipendente d'Ucraina (1991), fu ristabilita la sede di Leopoli entro i confini attuali, e le furono assegnate come suffraganee tutte le diocesi di rito latino dell'Ucraina. Contestualmente, la parte polacca dell'arcidiocesi fu eretta in amministrazione apostolica, da cui, nel 1992, ha avuto origine la diocesi di Zamość-Lubaczów.
Papa Giovanni Paolo II ha visitato l'arcidiocesi nel giugno del 2001.

## Cronotassi dei vescovi
Si omettono i periodi di sede vacante non superiori ai 2 anni o non storicamente accertati.
- Tomasz ze Illeye, O.P. † (11 gennaio 1359 - ?)[23]
- Konrad † (? - ? deceduto)
- Jerzy Eberhardi, O.F.M. † (16 marzo 1390 - ? deceduto)
- Herman Wytkind, O.P. † (7 gennaio 1401 - ?)
- Jan Rzeszowski † (23 dicembre 1414 - 12 agosto 1436 deceduto)
- Jan Odrowąż † (25 febbraio 1437 - settembre 1450 deceduto)
- Gregorio di Sanok † (17 marzo 1451 - 29 gennaio 1477 deceduto)
  - Sede vacante (1477-1481)
  - Jan Długosz † (2 giugno 1480, ma 19 maggio 1480 deceduto) (arcivescovo eletto postumo)
- Jan Strzelecki † (9 maggio 1481 - prima del 26 agosto 1493 deceduto)
- Andrzej Boryszewski † (1493 succeduto[24] - 18 dicembre 1503 nominato arcivescovo di Gniezno)
- Bernard Wilczek † (28 aprile 1505 - 1540 deceduto)
- Piotr Starzechowski † (31 maggio 1540 - 1º aprile 1554 deceduto)
- Feliks Ligęza † (7 gennaio 1555 - 26 gennaio 1560 deceduto)
- Paweł Tarło † (15 gennaio 1561 - 21 maggio 1565 deceduto)
- Stanisław Słomowski † (7 settembre 1565 - 22 settembre 1575 deceduto)
- Jan Sieniński † (10 dicembre 1576 - 1582 deceduto)
- Jan Dymitr Solikowski † (28 marzo 1583 - 27 giugno 1603 deceduto)
- Jan Zamoyski, O.Cist. † (4 febbraio 1604 - 30 marzo 1614 deceduto)
- Jan Andrzej Próchnicki † (24 novembre 1614 - 13 maggio 1633 deceduto)
- Stanisław Grochowski † (19 dicembre 1633 - 1º marzo 1645 deceduto)
- Mikołaj Krosnowski † (12 giugno 1645 - 26 settembre 1653 deceduto)
- Jan Tarnowski † (6 luglio 1654 - 24 agosto 1669 deceduto)
- Wojciech Koryciński † (30 giugno 1670 - 27 gennaio 1677 deceduto)
- Konstanty Lipski † (17 marzo 1681 - 14 marzo 1698 deceduto)
- Konstanty Józef Zieliński † (30 marzo 1700 - 17 febbraio 1709 deceduto)
- Mikołaj Popławski † (21 luglio 1710 - 7 settembre 1711 deceduto)
- Jan Skarbek † (30 gennaio 1713 - 2 dicembre 1733 deceduto)
- Mikołaj Gerard Wyżycki † (6 maggio 1737 - 7 aprile 1757 deceduto)
  - Mikołaj Dembowski † (26 settembre 1757 - 17 novembre 1757 deceduto) (arcivescovo eletto)
- Władysław Aleksander Łubieński † (13 marzo 1758 - 9 aprile 1759 nominato arcivescovo di Gniezno)
- Wacław Hieronim Sierakowski † (21 luglio 1760 - 28 novembre 1780 deceduto)
- Ferdynand Onufry Kicki † (28 novembre 1780 succeduto - 2 febbraio 1797 deceduto)
- Kajetan Ignacy Kicki † (18 dicembre 1797 - 16 gennaio 1812 deceduto)
- Andrzej Alojzy Ankwicz † (15 marzo 1815 - 30 settembre 1833 nominato arcivescovo di Praga)
- Franz Xavier Luschin † (23 giugno 1834 - 9 gennaio 1835 nominato arcivescovo di Gorizia e Gradisca)
- František Pištěk † (1º febbraio 1836 - 2 febbraio 1846 deceduto)
  - Sede vacante (1846-1849)
  - Wacław Wilhelm Wacławiczek (Václavíček) † (17 dicembre 1847 - marzo 1848 dimesso)[25] (arcivescovo eletto)
- Łukasz Baraniecki † (28 settembre 1849 - 30 giugno 1858 deceduto)
- Franciszek Ksawery Wierzchleyski † (23 marzo 1860 - 17 aprile 1884 deceduto)
- Seweryn Morawski † (27 marzo 1885 - 2 maggio 1900 deceduto)
- San Józef Bilczewski † (17 dicembre 1900 - 20 marzo 1923 deceduto)
- Bolesław Twardowski † (3 agosto 1923 - 22 novembre 1944 deceduto)
- Eugeniusz Baziak † (22 novembre 1944 succeduto - 15 giugno 1962 deceduto)
  - Sede vacante (1962-1991)
  - Jan Nowicki † (23 marzo 1968 - 14 agosto 1973 deceduto) (amministratore apostolico)
  - Marian Jozef Rechowicz † (31 dicembre 1973 - 28 settembre 1983 deceduto) (amministratore apostolico)
  - Marian Jaworski † (21 maggio 1984 - 16 gennaio 1991 nominato arcivescovo) (amministratore apostolico)
- Marian Jaworski † (16 gennaio 1991 - 21 ottobre 2008 ritirato)
- Mieczysław Mokrzycki, succeduto il 21 ottobre 2008

## Statistiche
L'arcidiocesi nel 2023 su una popolazione di 6.157.500 persone contava 142.700 battezzati, corrispondenti al 2,3% del totale.
| anno | popolazione | popolazione | popolazione | presbiteri | presbiteri | presbiteri | presbiteri                | diaconi | religiosi | religiosi | parrocchie |
| anno | battezzati  | totale      | %           | numero     | secolari   | regolari   | battezzati per presbitero | diaconi | uomini    | donne     | parrocchie |
| ---- | ----------- | ----------- | ----------- | ---------- | ---------- | ---------- | ------------------------- | ------- | --------- | --------- | ---------- |
| 1950 | 987.800     | ?           | ?           | 1.036      | 757        | 279        | 953                       |         | 543       | 2.470     | 416        |
| 1970 | 77.732      | 78.209      | 99,4        | 73         | 68         | 5          | 1.064                     |         | 5         | 60        | 27         |
| 1980 | 81.000      | 83.000      | 97,6        | 72         | 66         | 6          | 1.125                     |         | 6         | 43        | 34         |
| 1990 | 77.283      | 77.648      | 99,5        | 72         | 72         |            | 1.073                     |         |           | 38        | 39         |
| 1999 | 175.000     | 6.200.000   | 2,8         | 108        | 74         | 34         | 1.620                     | 1       | 62        | 77        | 235        |
| 2000 | 173.000     | 6.000.000   | 2,9         | 107        | 72         | 35         | 1.616                     | 1       | 68        | 90        | 239        |
| 2001 | 170.000     | 5.800.000   | 2,9         | 122        | 81         | 41         | 1.393                     | 1       | 78        | 98        | 242        |
| 2002 | 160.000     | 5.600.000   | 2,9         | 126        | 82         | 44         | 1.269                     | 1       | 68        | 102       | 253        |
| 2003 | 155.000     | 5.200.000   | 3,0         | 134        | 91         | 43         | 1.156                     | 1       | 76        | 109       | 262        |
| 2004 | 154.000     | 5.000.000   | 3,1         | 140        | 95         | 45         | 1.100                     | 1       | 80        | 135       | 271        |
| 2013 | 138.000     | 4.499.000   | 3,1         | 188        | 134        | 54         | 734                       |         | 73        | 136       | 278        |
| 2016 | 142.000     | 4.500.000   | 3,2         | 197        | 140        | 57         | 720                       |         | 79        | 138       | 278        |
| 2019 | 142.500     | 5.864.000   | 2,4         | 196        | 140        | 56         | 727                       |         | 84        | 134       | 178        |
| 2021 | 145.000     | 6.209.000   | 2,3         | 191        | 130        | 61         | 759                       |         | 93        | 138       | 110        |
| 2023 | 142.700     | 6.157.500   | 2,3         | 197        | 133        | 64         | 724                       |         | 96        | 144       | 111        |